# Filipe Cruz
Filipe Miguel Nicolácia da Cruz (Faro Portugal, 19 de febrero de 2002) es un futbolista portugués que juega de defensa en el S. L. Benfica "B" de la Segunda División de Portugal.

## Trayectoria
El 26 de febrero de 2018, firmó su primer contrato profesional con el S. L. Benfica. Debutó como profesional con el S. L. Benfica "B" en una derrota por 2-0 en la Segunda División de Portugal ante el C. D. Feirense el 5 de diciembre de 2020.

## Estadísticas

### Clubes
Actualizado al último partido disputado el 29 de octubre de 2023.
| Club                       | Div.          | Temporada     | Liga  | Liga  | Copas nacionales | Copas nacionales | Copas internacionales | Copas internacionales | Total | Total |
| Club                       | Div.          | Temporada     | Part. | Goles | Part.            | Goles            | Part.                 | Goles                 | Part. | Goles |
| -------------------------- | ------------- | ------------- | ----- | ----- | ---------------- | ---------------- | --------------------- | --------------------- | ----- | ----- |
| S. L. Benfica "B" Portugal | 2.ª           | 2020-21       | 8     | 0     | —                | —                | —                     | —                     | 8     | 0     |
| S. L. Benfica "B" Portugal | 2.ª           | 2021-22       | 24    | 1     | —                | —                | —                     | —                     | 24    | 1     |
| S. L. Benfica "B" Portugal | 2.ª           | 2022-23       | 24    | 2     | —                | —                | —                     | —                     | 24    | 2     |
| S. L. Benfica "B" Portugal | 2.ª           | 2023-24       | 7     | 0     | —                | —                | —                     | —                     | 7     | 0     |
| S. L. Benfica "B" Portugal | 2.ª           | 2024-25       | 0     | 0     | —                | —                | —                     | —                     | 0     | 0     |
| S. L. Benfica "B" Portugal | Total club    | Total club    | 63    | 3     | 0                | 0                | 0                     | 0                     | 63    | 3     |
| Total carrera              | Total carrera | Total carrera | 63    | 3     | 0                | 0                | 0                     | 0                     | 63    | 3     |